# 鍾離嘉
鍾離 嘉（しょうり か、生没年不詳）は、東晋の人物。字は公陽、またの字は超本。豫章郡南昌県（現在の江西省南昌市南昌県）の人。  

## 生涯
許遜の姉の子。若くして父母が亡くなったが、性格はさっぱりとして清廉で、許遜はこれを道への資質があるとみて称賛し、弟子として引き取って教え、困った人を助け、病気を治したという。南昌西山丹陵観で修道して、西山十二真君の一人となった。許遜の逝去の際には金丹（不老不死の薬、あるいはその術）を賜った。同年10月15日、天に碧霞宝車が現れ、鍾離嘉を伴って去っていったという。 

## 参考資料
- 『太上霊宝浄明宗教録』